# やくざの横顔
『やくざの横顔』（やくざのよこがお）は、1970年1月24日に公開された日本映画である。製作・配給は日活。監督は小澤啓一。主演は渡哲也。

## あらすじ
兄の敵討ちで新和組の幹部を殺して父親に勘当された本堂哲平は、堀田と黒木の手引きで流れ着いた横浜の早崎組に身を寄せていた。哲平は、横浜で自分に声をかけた女・りつ子と恋に落ちるが、彼女は新和組に雇われた殺し屋・山田銀造の情婦であった。

## キャスト
- 本堂哲平：渡哲也
- りつ子：香山美子（松竹）
- 山田銀造：内田良平
- 不知火の政：今井健二
- 佐川：青木義朗
- 恭子：丘みつ子
- 礼子：麻生れい子
- 堀田：植村謙二郎
- 貞夫：沖雅也
- 園村：大滝秀治
- 早崎大次：福山象三（福山升三）
- 黒人の男：チコ・ローランド
- 世志子：富永美沙子
- 竹田：木島一郎
- 八代康二（八代康次）
- 礼子の友人：杉山元、長浜鉄平
- 新和組組長：久遠利三
- 中国人の老婆：鈴村益代
- 黒人男の愛人：久本有紀
- 本堂陽一：野村隆
- 早崎の子分：市村博
- 佐川の配下：晴海勇三、大浜詩郎
- 本目雅昭
- 早崎の子分：高橋明
- ホテルのフロント係：菊田一郎
- 船員手帳を受け取る男：伊豆見英輔
- 早崎組の作業員：荒井岩衛
- 早崎組組員：熱海弘到
- 早崎組兄貴分：岩手征四郎
- 新和組幹部：中平哲仟
- 新和組組員：小島克巳
- 早崎の子分：谷口芳昭
- 榊功
- 早崎の子分：前田武彦（大前田武）
- 船員手帳を受け取る男：小林亘
- 田畑善彦
- 海員ホテルの客：大谷木洋子
- ホテルのボーイ：浜口竜哉
- 青木敏夫
- 八木修一
- 渡辺修
- 礼子の友人：山田信子、渕の上由子
- 銀蔵から伝言を渡す少年：山内豊彦
- 擬斗：渡井嘉久雄（渡井嘉久夫）
- 本堂太平：中村竹弥
- 黒木勇次：宍戸錠

## スタッフ
- 監督：小澤啓一
- 脚本：中西隆三
- 企画：園田郁毅
- 企画：川内康範（『週刊サンケイ』所載『赤い夕陽』より）
- 音楽：真鍋理一郎